# Wybory parlamentarne w Estonii w 2007 roku
Wybory parlamentarne w Estonii odbyły się 4 marca 2007. Estończycy wybierali 101 przedstawicieli do parlamentu Zgromadzenia Państwowego (Riigikogu). Były to pierwsze wybory parlamentarne od czasu wejścia Estonii do Unii Europejskiej.

## Głosowanie przez Internet
W dniach 26–28 lutego 2007 odbyło się głosowanie za pomocą Internetu, w którym uczestniczyło 30 tys. obywateli uprawnionych do głosowania co stanowiło 5,5% uprawnionych. Po raz pierwszy w Estonii zastosowano elektroniczne głosowanie w październiku 2005 podczas wyborów lokalnych, zagłosowało w ten sposób 10 tys. osób (2,8% uprawnionych).
Władze uznały przebieg tego głosowania za sukces i podjęły decyzję zastosowaniu głosowanie elektroniczne we wszystkich rodzajach wyborów. Obserwatorzy OBWE obecni na wyborach stwierdzili, że „bezpieczeństwo [systemu wyborczego] było uzależnione od zaufania pokładanego w małej grupce pracowników komisji wyborczej i niezależnego audytora”.
Do oddania głosu przez Internet wymagane było posiadanie elektronicznego dowodu tożsamości (tzw. e-ID) a także specjalnego czytnika, który można było zakupić za kwotę około 7 euro. Głosować można było na 6 do 4 dni przed terminem wyborów. Wyborcy mogli oddać kilka głosów, ale jako ważny liczony był tylko ostatni. W celu unieważnienia e-głosu należało udać się na wybory tradycyjne w lokalu wyborczym.
Protokół estoński – głosowanie
1. Wyborca loguje się przez HTTPS na stronę WWW, jest identyfikowany
2. Wyborca dostaje od Vote Forwarding Server listę kandydatów
3. Wyborca podpisuje głos cyfrowo, szyfruje i wysyła do VFS
4. Głos przechodzi do Vote Storage Server
5. Podpis cyfrowy porównywany jest z tym z listy wyborców
6. Wysyłane jest potwierdzenie

Protokół estoński – liczenie głosów
1. VSS kasuje wielokrotne głosy zostawiając najnowszy
2. Głosy są przekazywane do Vote Counting Application, deszyfrowane i podliczane

## Partie startujące w wyborach

### Ugrupowania parlamentarne
partie zasiadające w parlamencie w latach 2003–2007 i ich kandydaci na premiera
- Partia Socjaldemokratyczna – Ivari Padar
- Unia Ludowa Estonii – Villu Reiljan
- Unia Pro Patria i Res Publica – Mart Laar
- Estońska Partia Reform – Andrus Ansip
- Estońska Partia Centrum – Edgar Savisaar

### Ugrupowania pozaparlamentarne
- Estońska Partia Lewicowa
- Estońska Partia Niepodległościowa
- Estońscy Chrześcijańscy Demokraci
- Estońscy Zieloni
- Partia Konstytucyjna
- Rosyjska Partia w Estonii

## Okręgi wyborcze i liczba mandatów
| nr | okręg wyborczy                                       | liczba mandatów |
| -- | ---------------------------------------------------- | --------------- |
| 1  | Tallinna Haabersti, Põhja-Tallinna i okręg Kristiine | 8               |
| 2  | Tallinna Kesklinna, Lasnamäe i okręg Pirita          | 11              |
| 3  | Tallinna Mustamäe i okręg Nõmme                      | 8               |
| 4  | Harju- (bez Tallinnu) i Raplamaa                     | 13              |
| 5  | Hiiu-, Lääne- i Saaremaa                             | 7               |
| 6  | Lääne-Virumaa                                        | 6               |
| 7  | Ida-Virumaa                                          | 8               |
| 8  | Järva- i Viljandimaa                                 | 8               |
| 9  | Jõgeva- i Tartumaa (bez Tartu)                       | 7               |
| 10 | miasto Tartu                                         | 8               |
| 11 | Võru-, Valga- i Põlvamaa                             | 9               |
| 12 | Pärnumaa                                             | 8               |

## Wyniki wyborów
| partia | partia                            | % głosów | liczba mandatów | Zmiana liczby mandatów |
| ------ | --------------------------------- | -------- | --------------- | ---------------------- |
|        | Estońska Partia Reform            | 27,8%    | 31              | +12                    |
|        | Estońska Partia Centrum           | 26.1%    | 29              | +1                     |
|        | Związek Ojczyźniany i Res Publica | 17,9%    | 19              | -16                    |
|        | Partia Socjaldemokratyczna        | 10,6%    | 10              | +4                     |
|        | Estońska Partia Zielonych         | 7.1%     | 6               | +6                     |
|        | Estoński Związek Ludowy           | 7,1%     | 6               | -7                     |
|        | Estońscy Chrześcijańscy Demokraci | 1,7%     | 0               | 0                      |
|        | Partia Konstytucyjna              | 1,0%     | 0               | 0                      |
|        | Estońska Partia Niepodległościowa | 0,2%     | 0               | 0                      |
|        | Rosyjska Partia w Estonii         | 0,2%     | 0               | 0                      |
|        | Estońska Partia Lewicowa          | 0,1%     | 0               | 0                      |
|        | Suma                              | 100%     | 101             | 0                      |